# Martemjan Nikititsch Rjutin

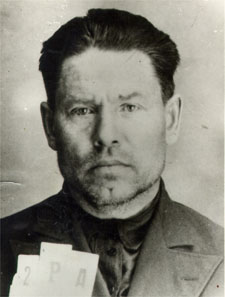
M. N. Rjutin

Martemjan Nikititsch Rjutin (russisch Мартемьян Никитич Рютин; * 13. Februar 1890; † 10. Januar 1937) war ein sowjetischer Politiker.

## Leben
Rjutin stammte von Bauern aus dem Gouvernement Irkutsk ab. Im Revolutionsjahr 1917 war er Vorsitzender des Charbinsker Sowjets, Kommandeur der Truppen des Irkutsker Wehrkreises, Befehlshaber von Partisaneneinheiten, Vorsitzender des Irkutsker Gouvernementskomitees der Partei und Sekretär des Dagestaner Gebietskomitees. Von 1924 bis 1928 arbeitete Rjutin als Sekretär des Moskauer Stadtkreiskomitees der Partei. Auf dem 15. Parteitag 1927 wurde er zum Kandidaten des Zentralkomitees gewählt. Ab 1928 war Rjutin zwei Jahre in der Redaktion der Zeitung Krasnaja Swesda tätig. Während dieser Zeit geriet er immer mehr in Opposition zur Parteiführung um Josef Stalin. 1932 veröffentlichte er einen Bericht mit dem Titel „Stalin und die Krise der proletarischen Diktatur“. Kurz darauf wurde er verhaftet und zu zehn Jahren Gefängnis verurteilt, 1937 jedoch in einem geheimen weiteren Prozess zum Tode verurteilt und erschossen.
Rjutin hinterließ seine Frau J. M. Rjutina, eine Tochter namens Ljubow sowie die Söhne Wassili und Wissarion. Die Söhne wurden 1937 und 1939 ebenfalls erschossen.